# 狩猟服姿のフェリペ4世
『狩猟服姿のフェリペ4世』（しゅりょうふくすがたのフェリペよんせい、西: Felipe IV cazador、英: Philip IV in Hunting Dress）は、スペインのバロック絵画の巨匠ディエゴ・ベラスケスが1632-1634年にキャンバス上に油彩で制作した肖像画で、現在、マドリードのプラド美術館に所蔵されている。この絵画には何点かの複製があり、その中で最も有名なものは、ルーヴル美術館からフランスのタルヌ県カストルにあるゴヤ美術館に寄託されている作品であるが、この作品は工房作で、ベラスケスの娘婿フアン・バウティスタ・マルティネス・デル・マーソの手になると推定されている。

## 背景
フェリペ4世は、ベラスケスに狩猟を主題とした一連の肖像画を描くよう委嘱した。それらの絵画はすべてマドリードに近いエル・パルドの森に建てられた狩猟休憩塔（トッレ・デ・ラ・パラーダ）を装飾するためのものであった。離宮もあるエル・パルドの森は、王家の人々が毎年秋になると狩猟を楽しむために必ず訪れた場所であるが、その狩猟の合間の休憩時などに王家の人々が私的に利用する施設が狩猟休憩塔であった。この建物は後にギャラリーに変更され、ピーテル・パウル・ルーベンスとその工房が描いたオウィディウスの『変身物語』を主題とした絵画や古代の哲人像、狩猟や動物の絵画など100点以上の作品により装飾された。
ベラスケスは、この狩猟休憩塔の「国王の長廊下」と呼ばれる部屋のために狩猟を主題とする2点の他の作品、すなわち『狩猟服姿の枢機卿親王フェルナンド・デ・アウストリア』と『狩猟服姿の皇太子バルタサール・カルロス』 (ともにプラド美術館) も描いた。本作とこの2作品には共通点があり、すべて縦長の形式で、4分の3正面向きであり、人物が狩猟服を身に着けている。なお、ベラスケスは、狩猟休憩塔のためにこれらの肖像画を含め『イソップ』、『メニッポス』、『軍神マルス』、『バリェーカスの少年』 (すべてプラド美術館) など10点余りの作品を描いている。

## 作品
本作の制作年代を考えれば、国王フェリペ4世は年齢が20代後半から30歳ごろである。いまだ体力と気力を失わず、狩猟の腕前にもしばしばなぞらえられてきたその政治手腕を発揮して、王国スペインを統治する有能な為政者として描かれている。狩猟用の衣装を纏ったフェリペ4世は右手に長い銃を持ち、その銃の横には猟犬を従えている。フェリペ4世の衣装は『狩猟服姿の枢機卿親王フェルナンド』とかなり類似しているが、人物の姿勢はわずかに異なっている。
作品には、肉眼でも描きなおしの痕がところどころに遺されていることがわかる。国王の腰より下の部分は本来、現状よりももっと右側に描かれていたことが見て取れる。銃も今よりもう少し長かったようである。さらに、上述のカストルのゴヤ美術館にある作品に見られるように、国王はもともと帽子を被っていなかった。
1983年、本作は修復を施され、元の銀色がかった灰色の色調や微妙な淡い色彩が取り戻された。背景に見える山並みには、沈みゆく太陽の残光がオレンジ色の色彩でかすかに示されている。国王の背後の左側には、深い緑色の葉を茂らせた大きな木があり、明るく白く輝く国王の顔を引き立てる役割を果たしている。
なお、本作は後世の改修によってキャンバス自体が小さくされ、左端の犬は一部が切断されてしまった。『狩猟服姿の枢機卿親王フェルナンド・デ・アウストリア』と『狩猟服姿の皇太子バルタサール・カルロス』も画面が切断されて、やはり描かれている犬の一部が見えなくなっている。

## 関連作品

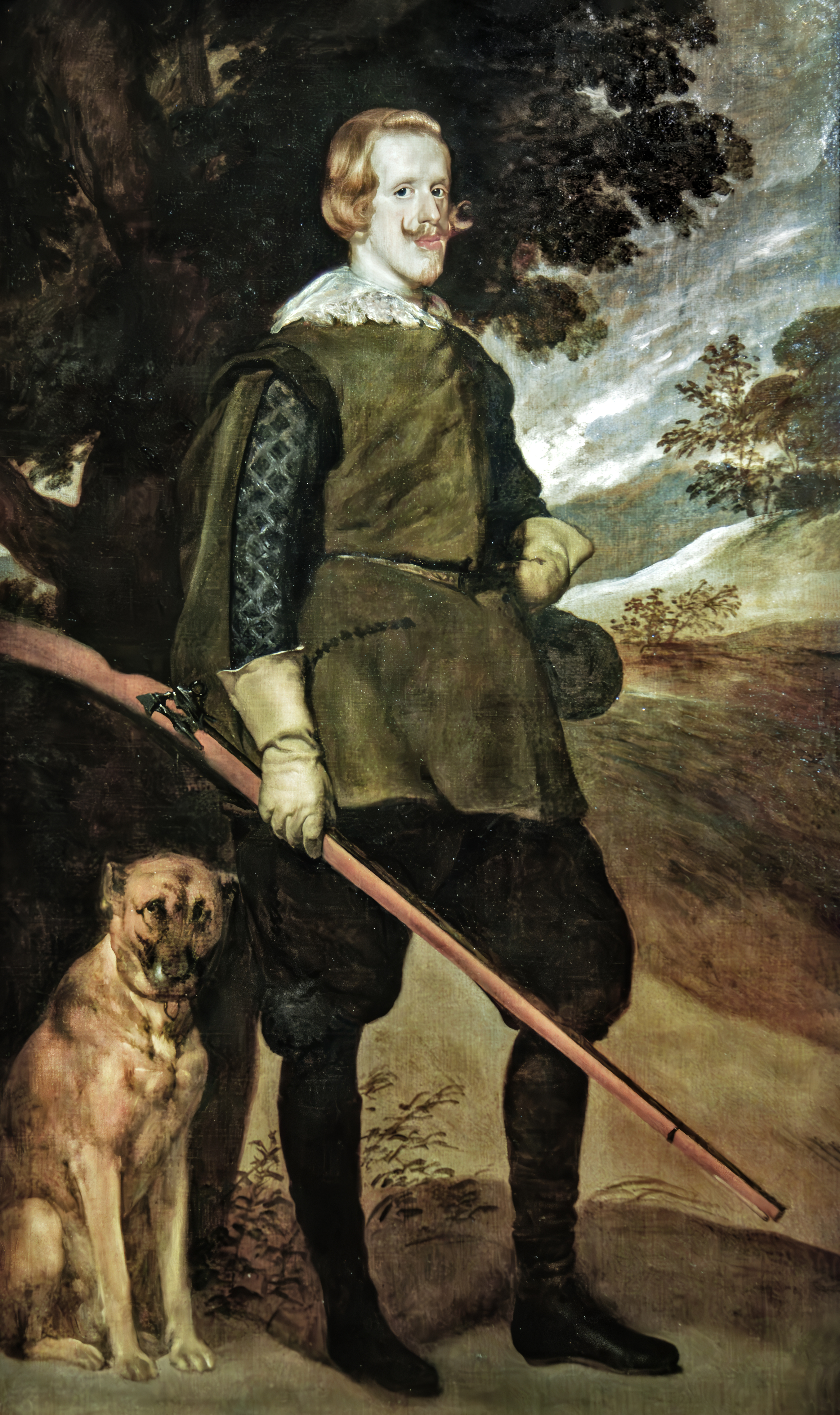
ベラスケスの工房『狩猟服姿のフェリペ4世』 (1630-1635年ごろ) ゴヤ美術館、カストル (タルヌ県)
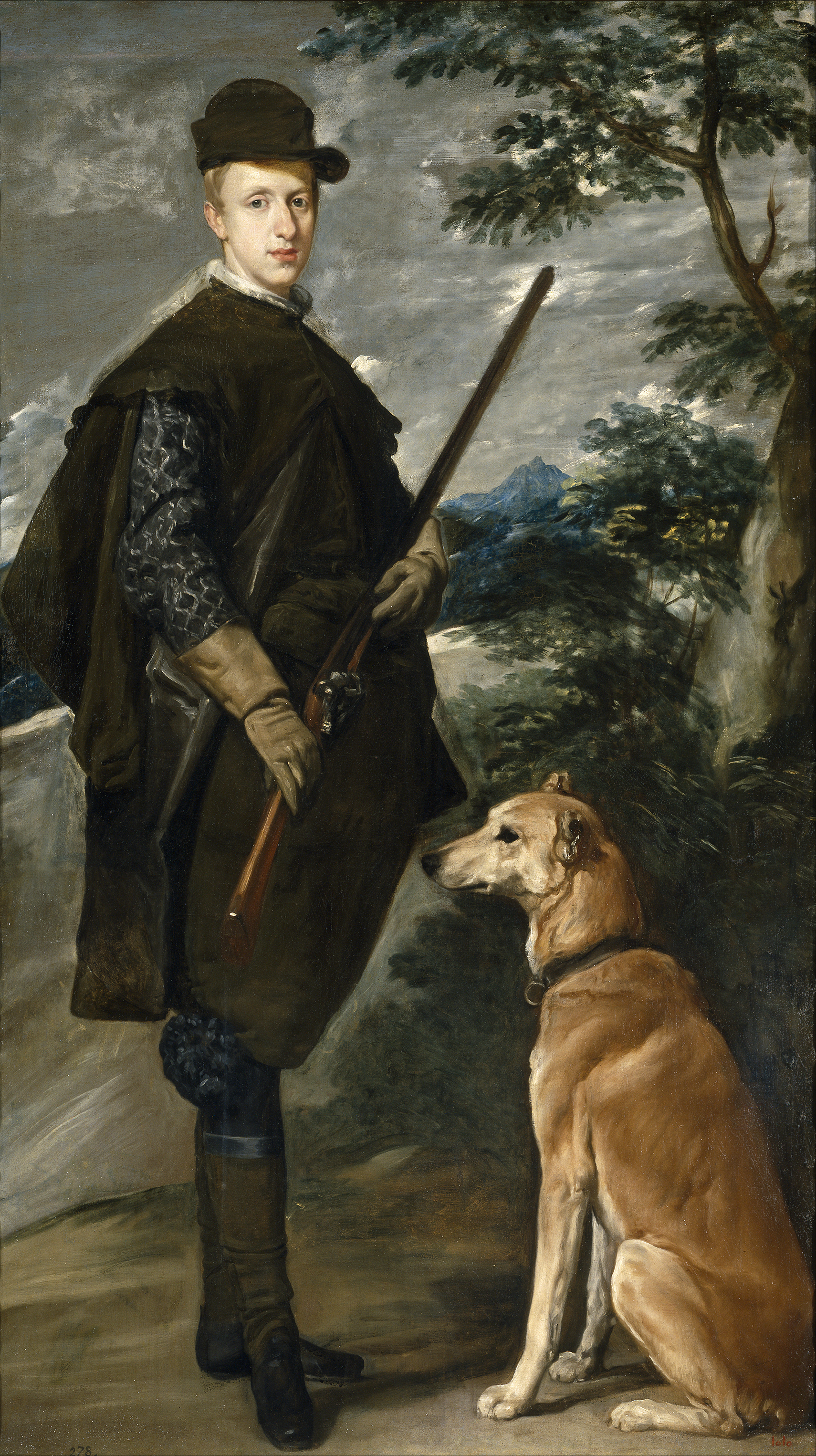
ベラスケス『狩猟服姿の枢機卿親王フェルナンド・デ・アウストリア』(1632-1633年)、プラド美術館
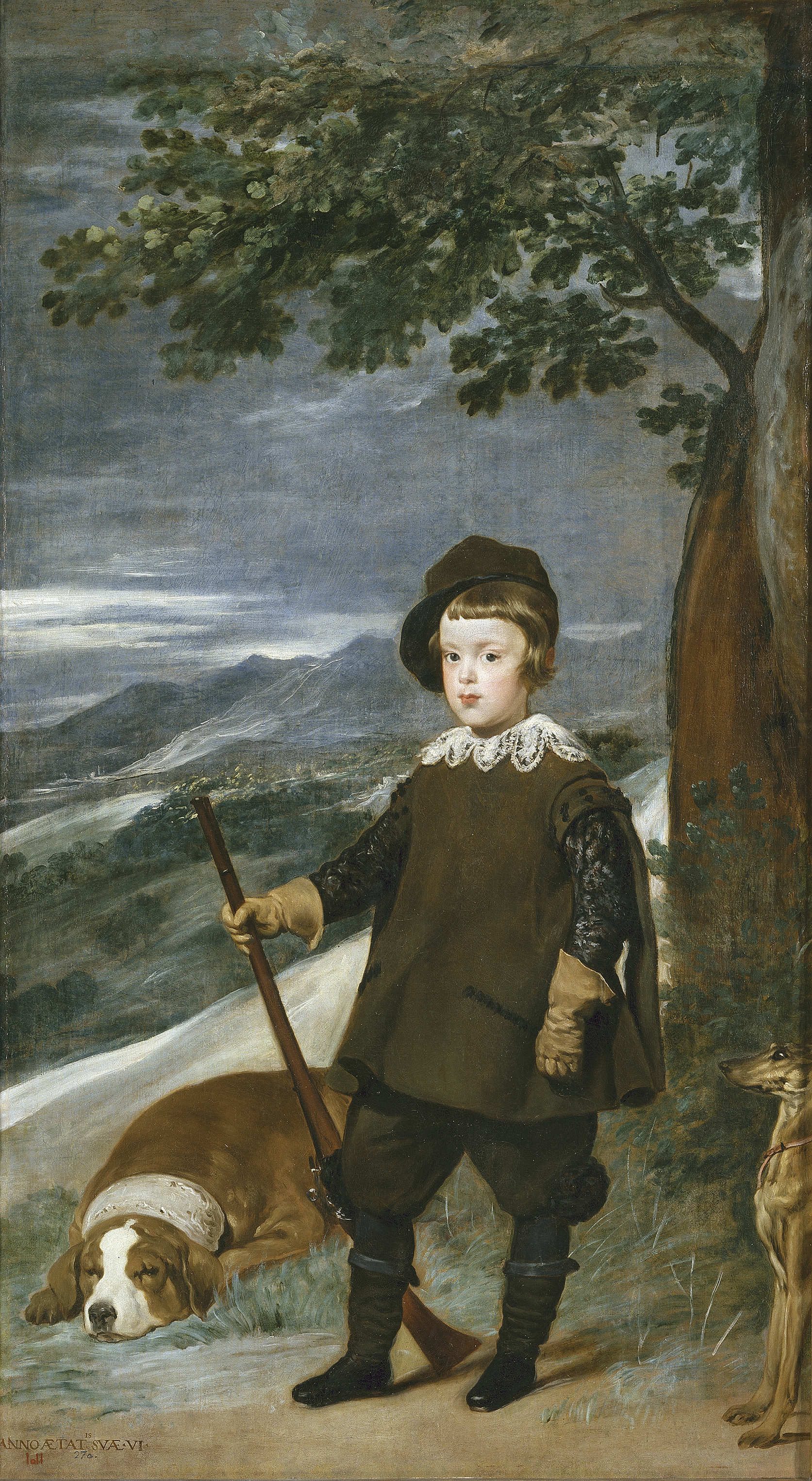
ベラスケス『狩猟服姿の皇太子バルタサール・カルロス』(1635-1636年)、プラド美術館